# МКФ-6
МКФ-6 (MKF-6) - багатоспектральна камера, розроблена і виготовлена в Східній Німеччині з метою дистанційного зондування поверхні Землі. 
Пристрій побудований на Комбінаті Карл-Цейс-Йена у співпраці з Інститутом електроніки в Академії наук НДР, де оптичні елементи для радянської космічної програми були розроблені і виготовлялися з 1969 року. MKF-6 дозволяла комбінувати фотограмметрію і спектроскопію. Вперше вона була використана на кораблі «Союз-22» у вересні 1976 року і у всіх наступних космічних польотах СРСР і Росії до зведення з орбіти космічної станції «Мир» в 2001 році. Камера вважається важливою віхою в астрономічній картографії та вказувала шлях до HRSC. Камера, яка була розроблена Jena-Optronik GmbH, колишнім підрозділ Jenoptik групи з Carl Zeiss AG, засноване в 1992 році після об'єднання Німеччини. Через свою придатність для шпигунства MKF-6 ніколи не продавався країнам, що не входять в Варшавський договір.

## Технічні характеристики

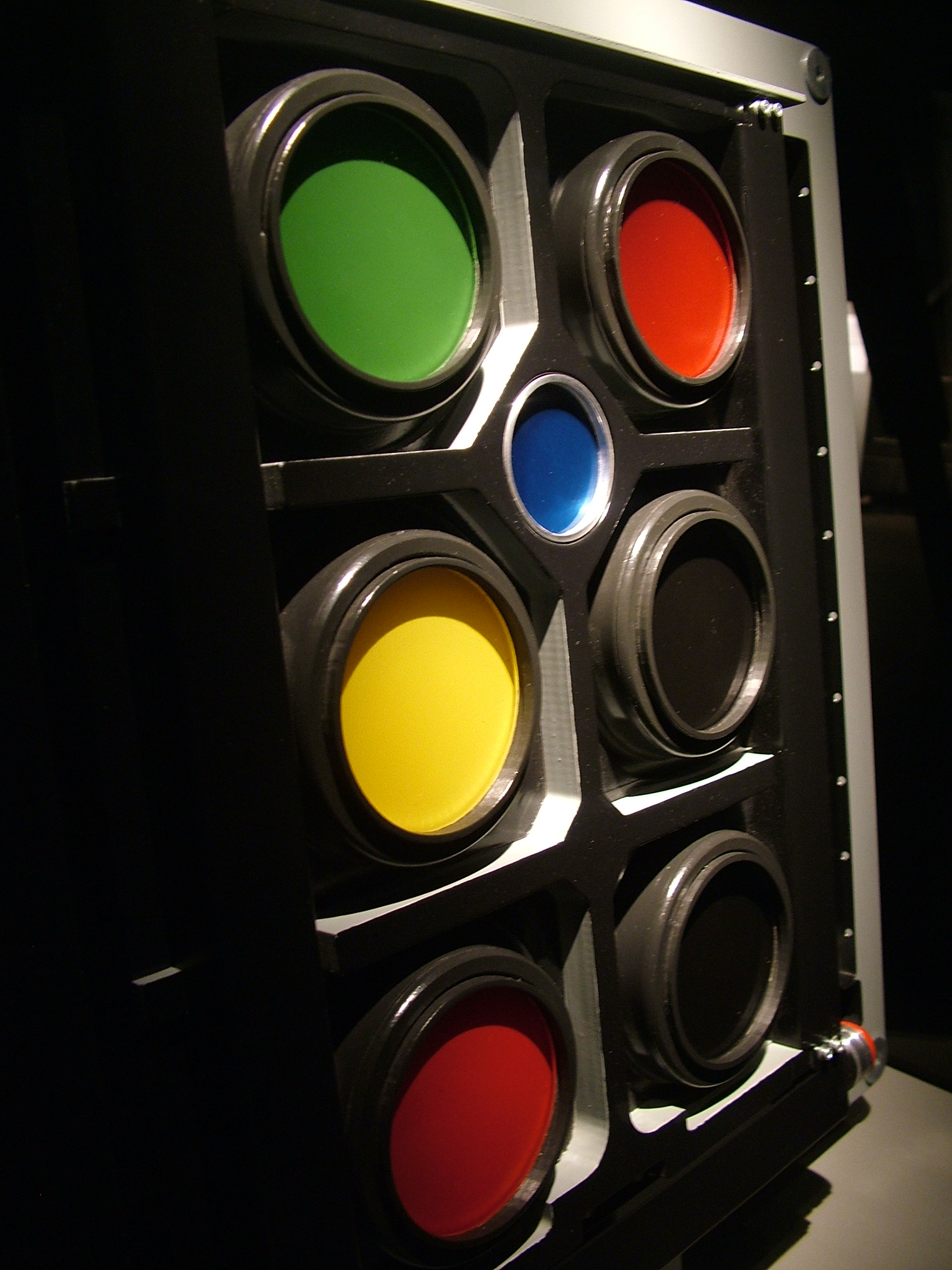
Лінзи камериMKF-6

За допомогою MKF-6 можна було знімати ділянки місцевості протяжністю близько 225 км (140 миль) і шириною 155 км (96 миль), на висоті польоту 355 км з роздільною здатності від 10 до 20 м у видимому діапазоні. Використовувалися неперфоровані плівки шириною 70 мм і завдовжки від 110 до 220 м (в залежності від товщини плівки) на лінзу, що давало окремі зображення з негативним форматом 56 на 81 мм. При серійних записах можливе накладення від 20 до 80% зображень. Загальна вага камери з усіма блоками управління не перевищує 175 кг. МКФ-6 оснащена шістьма лінзами Pinatar 4,5/125 мм (фокусна відстань) з високою роздільною здатністю і поворотним затвором, здатними одночасно приймати шість фотографій в шести різних спектральних діапазонах при експозиції між 1/20 і 1/200 секунд. Кольорові канали розташовуються в діапазоні довжин хвиль 460-500 нм (синій), 520-560 нм (зелений), 580-620 нм (жовто-оранжевий), 640-680 нм (оранжево-червоний), 700-740 нм (червоний) і 780-860 нм (ближній інфрачервоний).
Плівки і фільтри можна комбінувати по-різному. Проте, всі фотографії всіх об'єктивів не повинні мати оптичних спотворень і вимагають однакового масштабу зображення незалежно від їх спектрального діапазону. Щоб домогтися бажаного якості, розробники Carl Zeiss Jena створили абсолютно новий тип лінз. Більш того, камера рухається в напрямку польоту під час експозиції, щоб компенсувати орбітальний рух супутника-носія або космічного корабля і швидкість приблизно 20 000 км/год (12,427 миль на годину), що в іншому випадку призводить до змазування і розмитості зображень. Виробництво лінз також було дуже складним.
Кожна лінза була виготовлена окремо, а потім затиснута на спеціальному токарному верстаті. Встановлені лінзи були відцентровані таким чином, щоб вісь обертання машини і оптична вісь лінз точно збігалися. Таким чином, оправи лінз можна було обробити з максимальною точністю, а потім розташувати в трубках з точним внутрішнім діаметром. Паралельно з мультиспектральним проектором MKF-6 був розроблений MSP-4. З його допомогою можна проектувати кілька спектральних зображень один на одного і під різними фільтрами на екран або фотоплівку. Була розроблена машина PKA для точного відтворення зображення.

## Використання
Програма геонаукових льотних випробувань, розроблена Центральним інститутом фізики Землі (Zentralinstitut für Physik der Erde), проводилася на борту радянських військових літаків. МКФ-6 вперше був використаний у вересні 1976 року на борту корабля "Союз-22". Корабель був модифікований і забезпечений модулем, в якому розміщувалася камера. Існувала модифікація, яка мала повністю переглянуту конструкція приладу, МКФ-6М, яка могла бути дистанційно керованою з Землі. Вона була введена в дію в 1978 році й використовувалась на станціях серії Салют: літала на станціях Салют-6 та Салют-7 і Орбітальній станції Мир. Всього було випущено одинадцять фотоапаратів МКФ-6. Починаючи з вересня 1979 року також встановлювалася на службових/сільськогосподарських літаках, таких як Антонов Ан-2, для наземних зйомок і записів.

## Національне значення

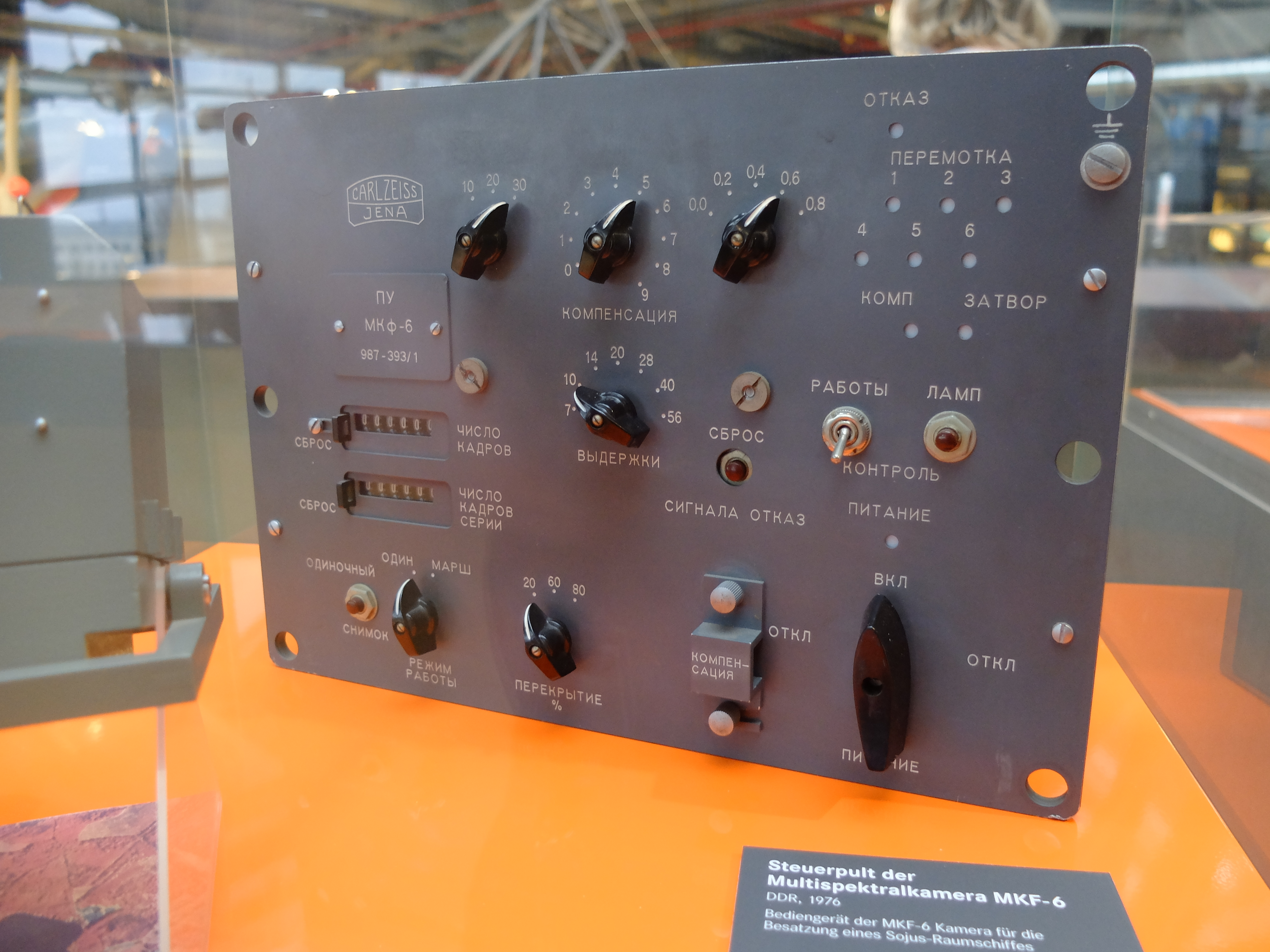
Панель керування MKF-6

Для різних науково-дослідних інститутів Східної Німеччини проект MKF-6 став першим кроком на шляху до передового наукового орбітального і повітряного дистанційного зондування земної поверхні, оцінці якості води та ґрунту, військової розвідки, екологічних і метеорологічних досліджень і багато чому іншому. Зрештою, як підрозділ програми Інтеркосмос соціалістичних країн РЕВ було створено Управління дистанційного зондування Землі. Вартість розробки і будівництва камери MKF-6, що вважалася кращою спектральної камерою свого часу, склала 82 мільйони східнонімецьких марок. 
MKF-6 все ще іноді використовується. Співпраця між Радянським Союзом і Carl-Zeiss-Jena по обладнанню супутників і наземних терміналів почалося в середині 1970-х років. Всього в космічних польотах програми «Інтеркосмос» задіяно близько 100 пристроїв, розроблених і вироблених в Східній Німеччині, і близько 150 пристроїв для наземних станцій.

## Подальший розвиток апарата
Досягнення і досвід роботи з MKF-6 були застосовані для досліджень і аналізу даних для подальших місій і розробки нових пристроїв. 
Інфрачервона спектроскопія з перетворенням Фур'є була розроблена і використовувалася для вивчення атмосфери Венери (місії «Венера-15 та Венера-15» в 1983 р). Розробка пристрою і участь в дослідженнях в програмі Vega 1986 року (зонди Vega 1 і Vega 2 для Венери і комети Галлея), в якій всі дані зображення комети Галлея були записані, оброблені і інтерпретовані. 
Була внеском в міжпланетарну місію Марс-96 з розробкою ширококутного оптоелектронного стереосканера (WAOSS). Участь у програмі вивчення супутників Марса - Фобоса у 1988/89 р, що значно перевищило участь НДР в місіях Вега. Центральний інститут кібернетики та інформаційних процесів (Zentralinstitut für Kybernetik und Informationsprozesse) зіграли важливу роль у розвитку камери комплексу "Фрегат". 
Місія «Фобос» не вдалася через передчасну аварію зонда, тож вдалося отримати дуже мало даних і зображень, які, однак, були ретельно вивчені і оцінені.